# Henri-Ignace de Brancas
Pour les articles homonymes, voir Brancas.
Henri Ignace de Brancas, né en 1687 à Pernes et mort le 1er avril 1760, est un homme d'Église français des XVIIe et XVIIIe siècles. Il est évêque de Lisieux de 1715 à sa mort.

## Famille
Il est le fils de Henri de Brancas marquis de Céreste et de Dorothée de Cheylus. Il est le frère de Louis de Brancas, maréchal de France et de Jean-Baptiste de Brancas (1693-1770), archevêque d'Aix. Il est l'oncle maternel de Jean-Joseph de Fogasses d'Entrechaux de La Bastie (1704-1767), évêque de Saint-Malo et de Louis-Henri Fogasses de la Bastie (vers 1714-1754), qui a refusé l'évêché de Lavaur en 1748.

## Carrière
Le 15 août 1714, il est nommé évêque de Lisieux, reçoit ses bulles le 29 novembre, et est sacré le 13 janvier 1715. Il est aussi abbé commendataire de l'abbaye de Saint-Gildas-des-Bois en 1726.

## Sources
- Archives départementales de Loire Atlantique, H 83.